# アルザス＝ロレーヌ出身者の一覧
アルザス＝ロレーヌ出身者の一覧（アルザス＝ロレーヌしゅっしんしゃのいちらん）は、アルザス地方およびロレーヌ地方出身者の一覧である。民族的にはドイツ人に属する場合が多く、ドイツ語の綴りをフランス語的に発音する場合が多い。

## ア行
- ヨハン・アーベリン - 歴史家
- ポール・エミール・アペル - 数学者
- ジャン・アルプ（ハンス・アルプ） - 彫刻家
- アノン家 - 17世紀から続く製陶業者の家
  - ポール＝アントワーヌ・アノン
  - ジョゼフ＝アダム・アノン
- アンシ（ジャン＝ジャック・ヴァルツ） - 漫画家・作家
- ピエール・ヴァイス - ミュールハウゼン出身の物理学者
- エミール・ワルトトイフェル - 作曲家。ユダヤ系（キリスト教徒）
- オトフリート・フォン・ヴァイセンブルク - 作家
- アルセーヌ・ヴェンゲル（アーセン・ベンゲル） - 元名古屋グランパスエイト監督。現アーセナル監督
- アドルフ・ヴュルツ - 有機化学者
- エルクマン＝シャトリアン - 小説家コンビ

## カ行
- アルフレッド・カストレル - 物理学者
- アンリ・カルタン - 数学者
- エミール・ガレ - ガラス工芸家
- クラフト夫妻（カーティア & モーリス・クラフト） - 火山学者
- オスカル・クルマン - プロテスタント神学者
- ジャン＝バティスト・クレベール - 軍人
- シャルル・ゲルアルト（シャルル・ジェラール） -

## サ行
- クロード・シェフェール - 考古学者。ウガリットの調査で有名
- ピエール・シェフェール - 作曲・音楽理論家
- ルネ・シッケレ - 小説家
- ゴットフリート・フォン・シュトラースブルク - 叙事詩人。
- アルベルト・シュヴァイツァー - 医者・神学者・哲学者
- ルイ・シュヴァイツァー - 実業家・ルノー取締役会長。アルベルトの従孫（いとこの孫）。
- ハンス・ハインツ・シュトゥッケンシュミット - 音楽学者、評論家
- マルセル・シュネデール - 作家
- ヨーゼフ・シュミードリン - カトリックの教会史家
- レオン＝ギュスターヴ・シュランベルジェ - 歴史家・考古学者
- ジャン・シュランベルジェ - 作家・ジャーナリスト
- ニコラ・ショパン - ヴォージュ県出身のポーランドの教育者、フレデリックの父。
- アンリ・ストロール - プロテスタント神学者
- アンドレ・スピール（シュピール） - フランスの弁護士・ジャーナリスト。ユダヤ人労働者のための民衆大学創設者、フランスにおける近代シオニズム代表者。

## タ行
- マリー・タッソー
- ダルメステテール兄弟 - ユダヤ系言語学者の兄弟
  - アルセーヌ・ダルメステテール
  - ジャーム・ダルメステテール
- エミール・デュルケーム - 社会学者
- グスタフ・ドップラー
- ドーム兄弟 - ガラス工芸家
- ジョルジュ・ド・ラ・トゥール - ロレーヌ出身の画家
- ギュスターヴ・ドレ - 画家・彫刻家
- アルフレード・ドレフュス - フランス軍人。ユダヤ系 → ドレフュス事件
- ユゲット・ドレフュス - クラヴサン奏者。ユダヤ系
- ジャンヌ・ダルク - 救国の英雄。

## ナ行
- ヴィクトル・ネスラー - 作曲家

## ハ行
- ニクラス・ハーゲナウアー - 彫刻家
- フレデリック・オーギュスト・バルトルディ - 彫刻家
- モーリス・バレス - ジャーナリスト・作家。ロレーヌ出身
- ヨハン・フィッシャルト - 作家
- マルティン・ブーツァー（クーホルン） - 宗教改革者・神学者
- オットー・フラーケ - 作家
- ミシェル・プラティニ - 元サッカーフランス代表　愛称「将軍、ナポレオン」
- フランツ1世 (神聖ローマ皇帝)
- ゼバスティアーン・ブラント - 作家
- フリーデリーケ・エリーザベト・ブリオーン（ブリーオン、ブリオン） - ゲーテの愛人
- ジュール・ブリュネ - 軍人
- ハンス・アルブレヒト・ベーテ - 物理学者
- イポリト・ベルネーム - 精神科医
- レオン・ボエルマン - 作曲家

## マ行
- マルセル・マルソー - 俳優。ユダヤ系
- シャルル・ミュンシュ - 指揮者
- ルドルフ・ミンコフスキー - 天文学者
- トーマス・ムルナー - シュトラースブルク出身の諷刺詩人
- エルンスト・モーリッツ・ムンゲナスト - メッツ出身の小説家
- ルルマン・メルスヴィン - 神秘思想家
- マルセル・モース - 社会学者。ユダヤ系
- モルデカイ・モキアハ - 偽メシア

## ラ行
- フレデリック・ウェリントン・ラックスタル - アメリカで活躍した彫刻家
- ジャック・ラング - ヴォージュ県出身の政治家
- リシュタンベルジェ（リヒテンベルガー）家
  - フレデリック＝オーギュスト・リシュタンベルジェ - プロテスタント神学者
  - エルネスト・リシュタンベルジェ - ドイツ学者
  - アンリ・リシュタンベルジェ - ドイツ学者
  - アンドレ・リシュタンベルジェ - 作家
- ジャン＝マリー・レーン - 有機化学者、超分子化学者
- エードゥアルト・ヴィルヘウム・オイゲン・ロイス（エドゥアール＝ギヨーム＝ウージェーヌ・レース、ルース） - プロテスタント神学者
- ヨーゼル・フォン・ロスハイム - 宮廷ユダヤ人
- セバスチャン・ローブ - ラリードライバー
- クロード・ロラン - 画家

## ワ行
- ウィリアム・ワイラー - 映画監督。ユダヤ系

## 在外、アルザス系
- ルイ・シュヴァイツァー - フランスルノーの経営者のひとり（アルベルト・シュヴァイツァーの従子（いとこの子））
- ロベール・シューマン - フランスの政治家（ルクセンブルク出身）